# Plchoplod otevřený

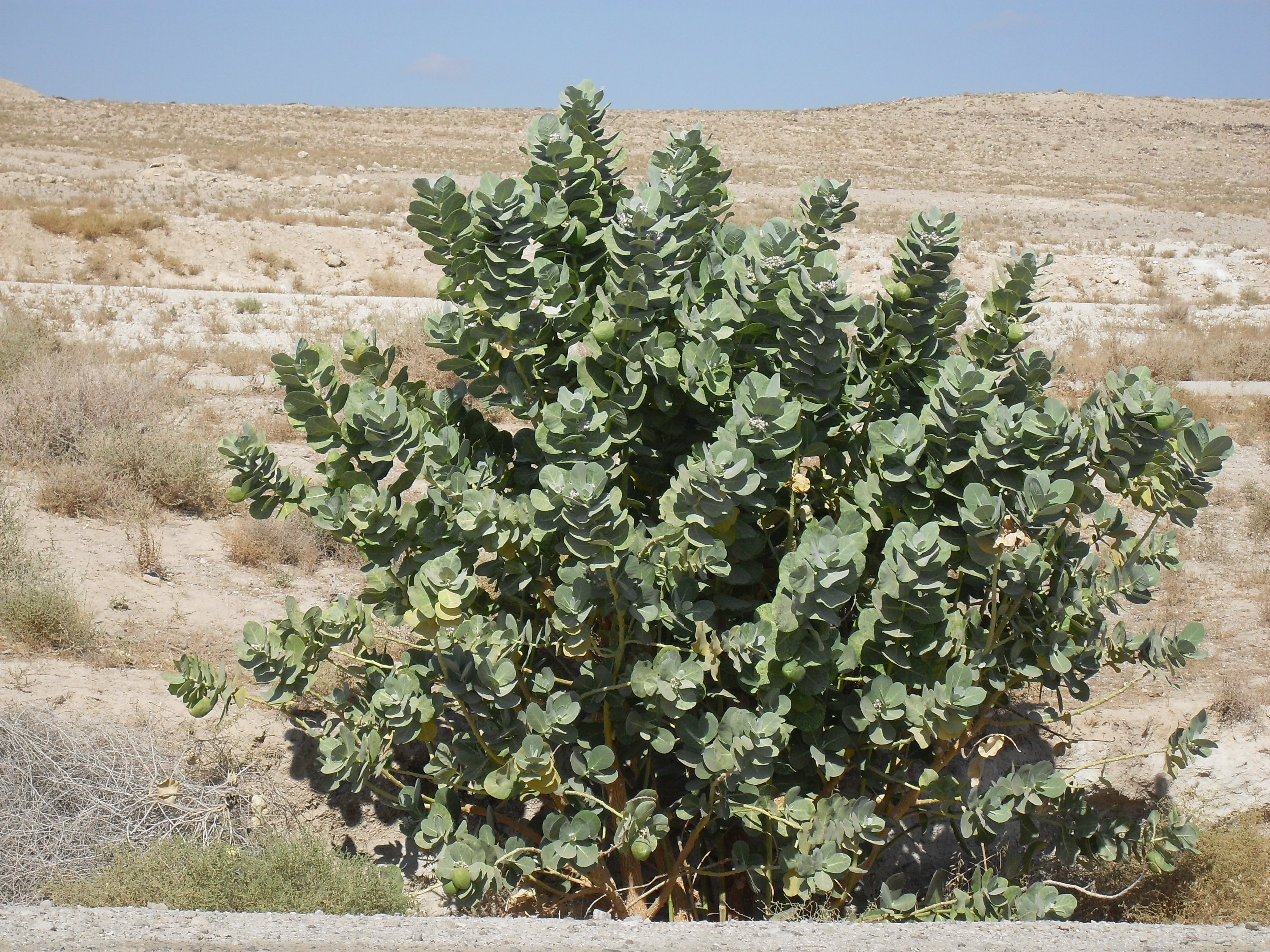
Plchoplod otevřený jako keř

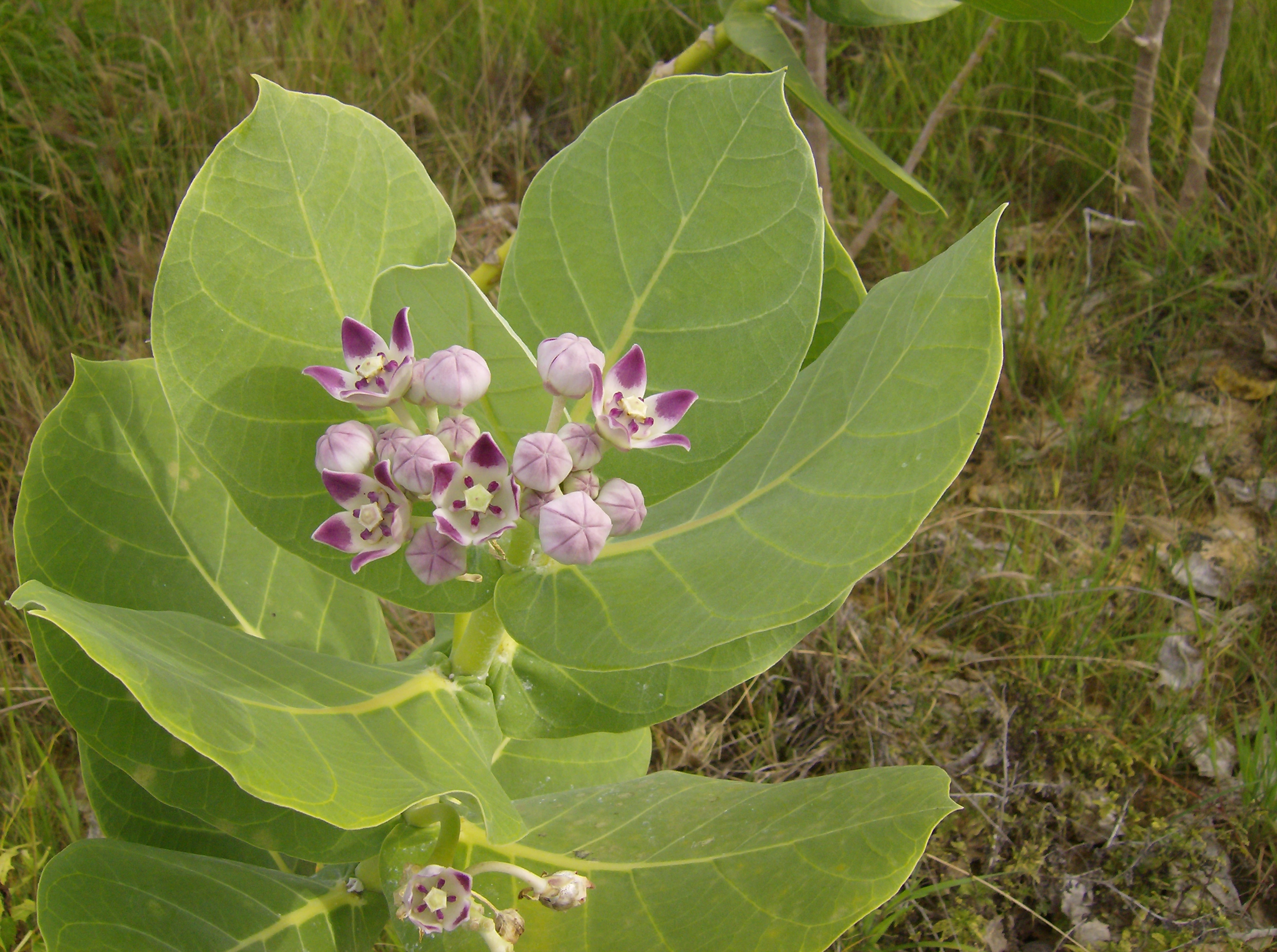
Květenství a listy

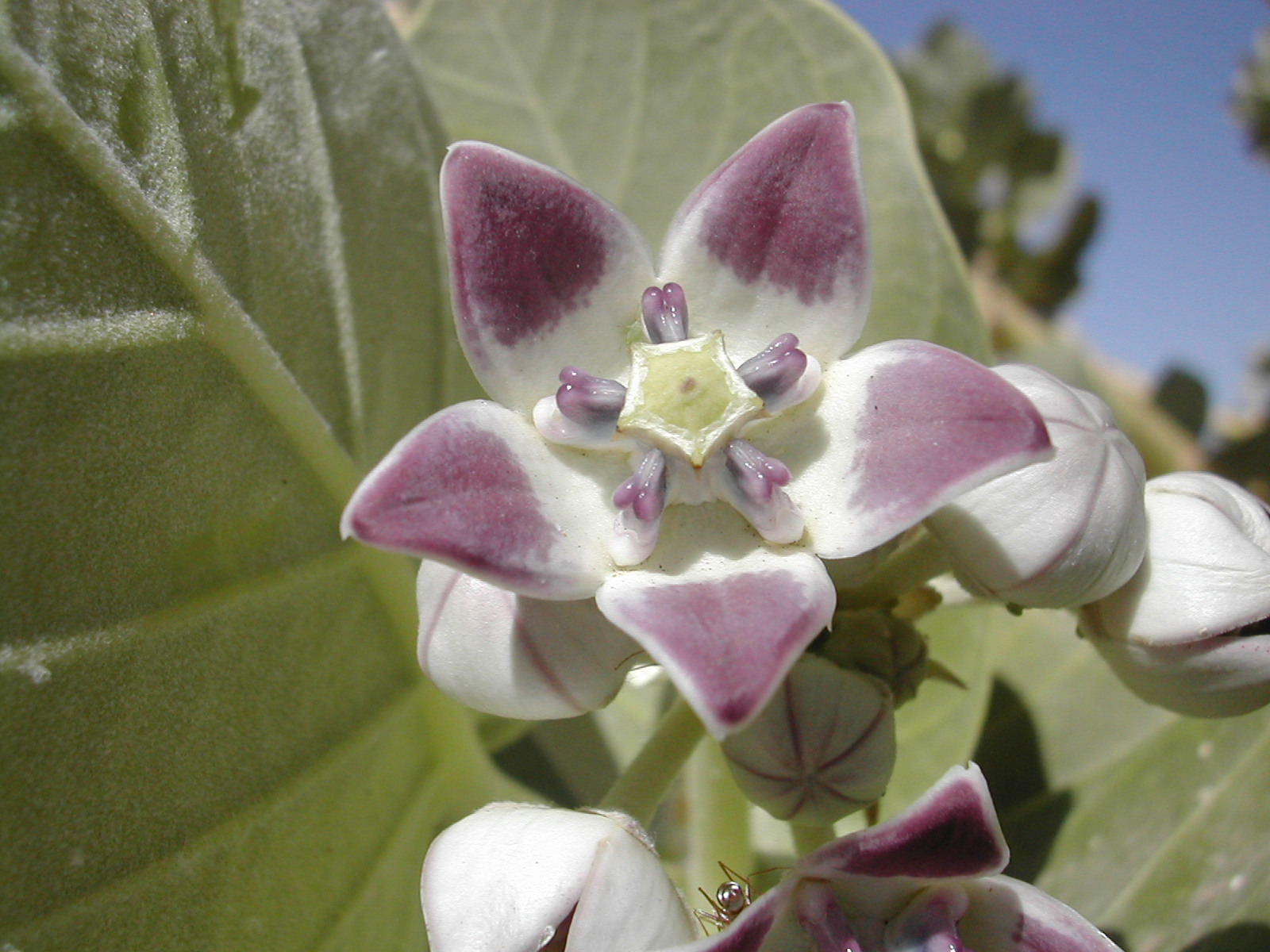
Květ s pakorunkou

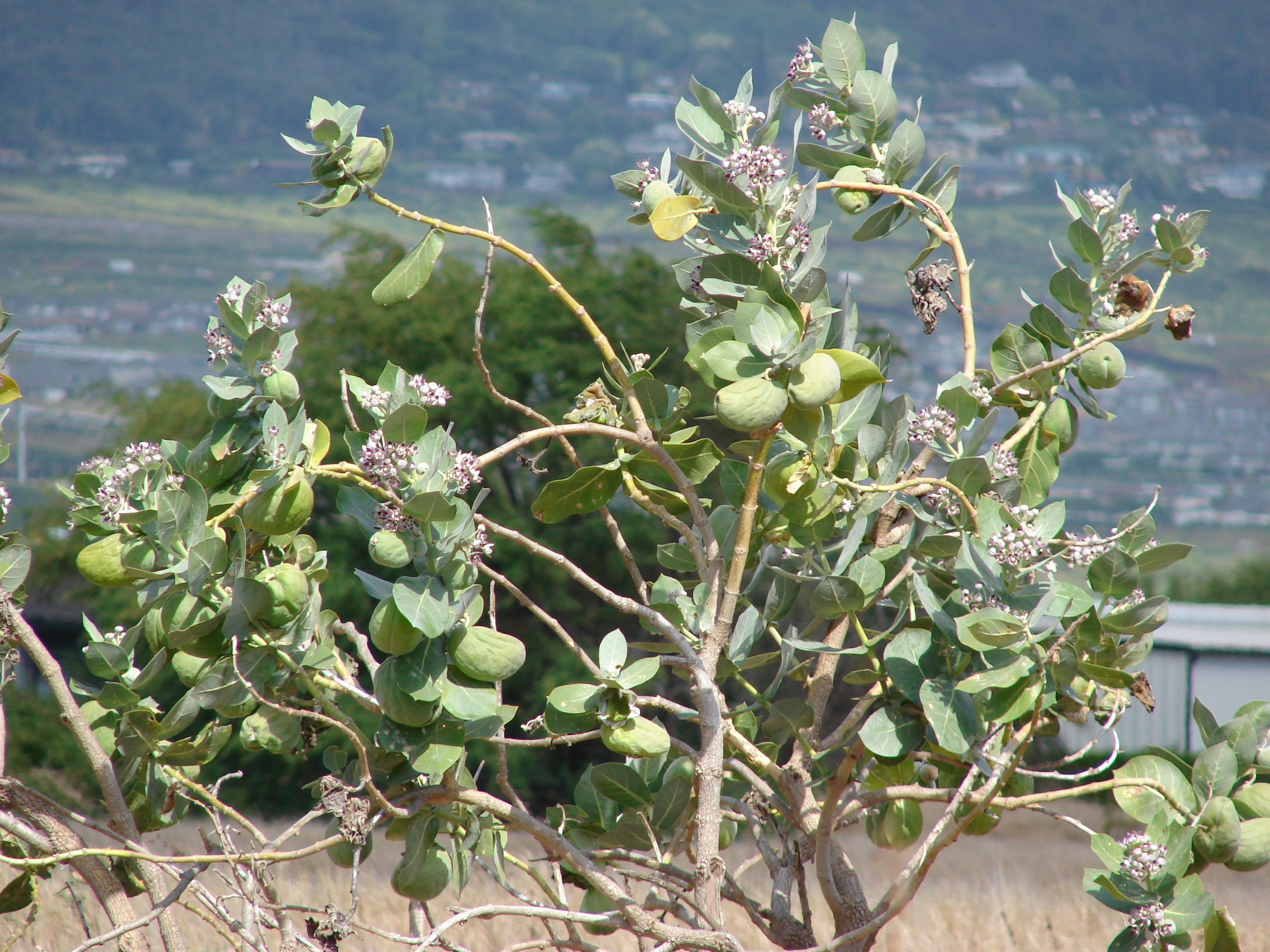
Zrající plody

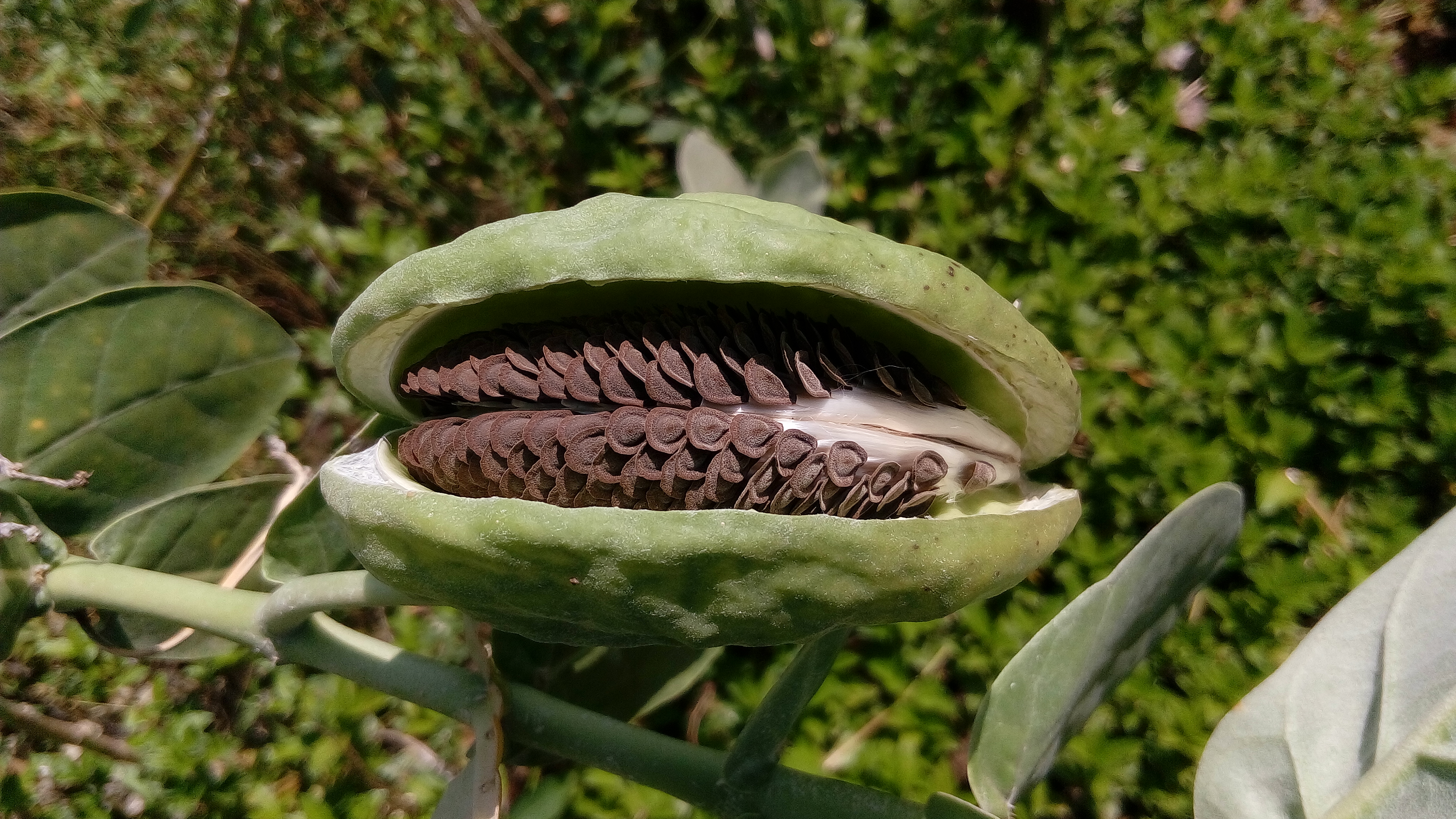
Otevřený plod se semeny

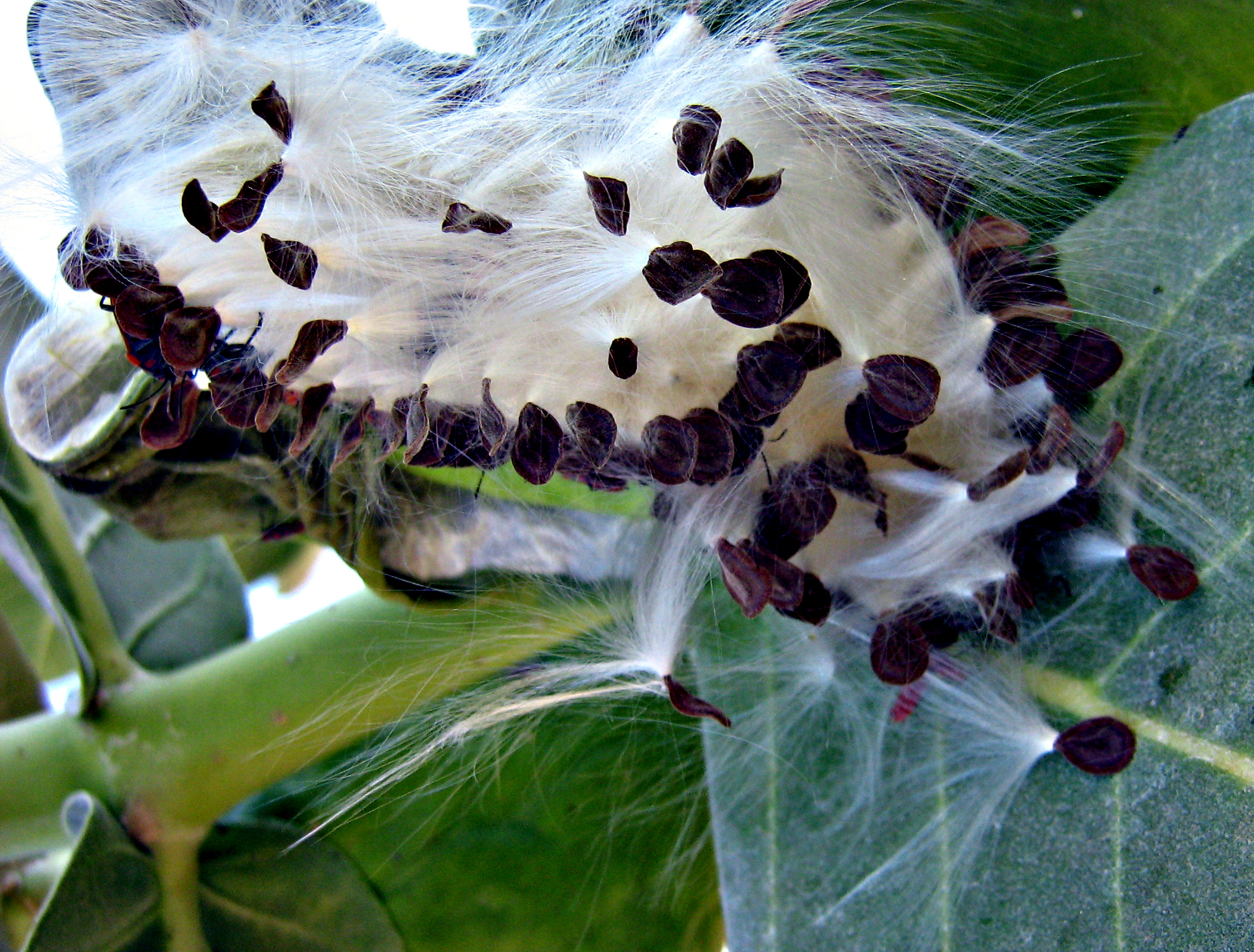
Semena s chmýrem

Plchoplod otevřený (Calotropis procera) je stálezelený tropický keř (vysoký až 2,5 m) nebo zřídkakdy malý strom (až 5 m), jehož všechny části, kořen, kmen, listy i kulovité plody po poranění roní toxickou, výrazně bílou šťávu latex, která po zaschnutí přechází v lepivý povlak odolný vůči mýdlu. Název sodomské jablko pochází od starověkých autorů Flavius Iosephus a Tacitus, kteří údajný růst rostliny situovali do oblasti biblické Sodomy.

## Rozšíření
Rostlina je původní druh v celé severní a střední Africe a v jižní Africe roste vyjma území na jihozápadě, neroste v Angole, Zimbabwe, Botswaně, Namibii a Jihoafrické republice, také se nevyskytuje na ostrově Madagaskaru. S Afriky směrem na východ je původní dřevinou na Arabském poloostrově, v Íránu, Iráku, Afghánistánu a přes Indický subkontinent až v Indočíně.
Druhotně byl plchoplod otevřený zavlečen do jižní Číny, téměř celé Austrálie, do Spojených států amerických (Kalifornie a Florida), do pevninské Střední Ameriky i na mnohé ostrovy v Karibiku, stejně jako do tropické Jižní Ameriky. Tato dřevina byla na některá subtropická či tropická místa původně vysázena jako okrasná, tam ale zhusta unikala z přidělených stanovišť do volné přírody, kde našla příhodné podmínky a zdomácněla tam.

## Ekologie
Vyskytuje nejčastěji se v polopouštních podmínkách na hlubokých písčitých půdách, po okrajích pouštních cest i hlavních silnic, na hromadách odpadků, stejně jako na ladem ležící či obdělávané půdě. Někdy kolonizuje a částečně i stabilizuje pohyblivé písečné duny. Je odolný proti suchu a vysoce rezistentní vůči vysoké slanosti půdy. Bývá indikátor její vyčerpanosti následkem intenzivní pastvy. Upřednostňuje otevřená stanoviště s malou konkurencí, neboť okolní vysoké traviny a ostatní statné plevele a keře jej oslabují a hustý stín stromů je přímo hubí. Je považován za plevelný druh narušených a opuštěných míst sušších subtropických i tropických, převážně vnitrozemských území.
Vyskytuje se od mořské hladiny až po 1300 m n. m., roste i na místech s ročními srážkami pouze 150 až 300 mm, obvykle v oblastech s průměrnou roční teplotou v rozmezí 20 až 30 °C, pokles teploty k bodu mrazu rostlinu spolehlivě zahubí. Na severní polokouli se vyskytuje zhruba po 32° severní zeměpisné šířky a na jižní k 22°. Prospívá i při minimální vlhkostí půdy a v některých oblastech Sahelu je jedinou rostlinou, která dlouhodobě přežije tamní drsné podmínky. Vzhledem k jeho průkopnickým vlastnostem však hrozí, že se tento druh může stát obtížným a pro přírodní biodiverzitu škodlivým plevelem, na pastvinách vytváří husté a pro zvěř neprůchodné houštiny.
Dřevina kvetoucí a plodící průběžně po celý rok, její růst je nejrychlejší během vlhka a v období sucha se zastavuje. Poprvé kvete asi ve dvou létech a květ zůstává otevřený deset až dvanáct dnů, takže má dost času na opylení. Vykvétá obvykle po dešti a plody dozrávají nato asi za dva měsíce, u rostliny lze občas současně vidět květy i zrající plody. Jednotlivé stonky mívají životnost okolo pěti let, ale rostlina často znovu vyraší z kořenů, stejně jako po spálení nebo odřezání. Nejčastěji kvete v době mezi květnem a prosincem, počet chromozomů má 2n = 22.

## Popis
Plchoplod otevřený je stálezelený malý strom nebo neuspořádaný keř, bývá vysoký nejvýše 5 m. Strom má jen krátký kmen, keř málo větvené stonky, jejich kořeny však sahají hluboko. Kmen i stonky mají kůru zprvu hladkou, šedozelenou a ve stáří světle hnědou, korkovitou, rozpukanou, ze které vždy z porušené tkáně vytéká latex. Větve jsou porostlé dužnatými, jednoduchými, vstřícnými listy, jež jsou téměř přisedlé. Jejich čepel je podlouhle až široce obvejčitá, bývá dlouhá 5 až 30 cm a široká 2,5 až 15 cm, na bázi je srdčitá, na vrcholu prudce zahrocená, po obvodě celokrajná, má zpeřenou žilnatinou se šesti až deseti páry výrazných postranních žilek, na lícní straně je modrozelená a na rubové šedobílá.
Květy jsou pětičetné, pravidelné, oboupohlavné, zvonkovitého tvaru, velké 2 či 3 cm a jsou uspořádané v počtech tři až patnáct v chocholičnatých vrcholících o průměru 5 až 10 cm, jež vyrůstají na až 8 cm dlouhých stopkách z úžlabí listů. Květy na 2cm stopce mají vejčité kališní plátky dlouhé 6 mm a široké 4 mm. Rozevřená koruna, velká téměř 9 × 8 mm, má široce vejčité nebo trojúhelníkové, mírně voskovité plátky vně světle zelené a uvnitř narůžovělé, s purpurově hnědými vrcholy a s velkými fialovými skvrnami na líci, uprostřed mívá pakorunku asi 1,5 cm vysokou a trochu tmavší něž korunní plátky. Koruna bývá dlouhá asi 6 mm, zhruba stejně jako gynostegium vytvořené srůstem pěti nafialovělých tyčinek dlouhých 5 mm s horním dvoudílným semeníkem, hlavičkovitá blizna má pět cípů. Květy jsou opylovány hmyzem, nejčastěji to bývají včely, například drvodělky Xylocopa pubescens a Xylocopa fenestrata a včela květná Apis florea, nebo motýli rodu danaus. Nektar z květů prý dává medu špatnou chuť, proto včelaři hubí rostliny vyrůstající v blízkosti úlu.
Plod je tvořen párem srostlých, vzduchem nafouklých, vejčitých měchýřků s patrnou rýhou v místě srůstu. Bývá kulovitý, vejčitý či elipsoidní, ve zralosti tmavě zelený, velký asi 10 × 7 cm a obsahuje četná světle hnědá semena. Plody jsou nepoživatelné, během zrání tmavnou, nafukují se a ve zralosti explosivně pukají, přitom do okolí vymršťují svá semena. Vejčitá zploštělá semena jsou okolo 6 mm velká a mají na jedné straně 3,5 cm dlouhý chmýr tvořený hedvábnými chloupky, jež napomáhají k rozptýlení semen větrem. Když se sešlápne spadlý plod vydá zvuk, jako když praskne nafouknutý sáček. Průměrná hmotnost jednoho semene je asi 0,01 g, čili 100 tisíc semen váží asi 1 kg.

## Rozmnožování
Plchoplod otevřený se rozmnožuje hlavně semeny. Na menší vzdálenosti se rozšiřuje kořenovými odnoženi a uměle se může množit i řízky odebíranými z kořenů, větví nebo stonků. Odřezaná nebo spálená rostlina dobře obráží z hlubokých kořenů a rychle se obnovuje. Semena jsou přirozeně rozfoukávaná i mírným vánkem a protože dobře plavou, může být druh do daleka roznášen zavodňovacími i drenážními kanály. Pro získaní semen je nutno plody sbírat těsně před prasknutím, ze semen odstranit vlákna chmýru a dosušit na slunci. Semena nemají dormanci, úspěšná klíčivost bývá u čerstvých 50 až 90 % a vyklíčení trvá od jednoho týdne do dvou měsíců, životnost semena ztrácejí asi po roce. Při umělém rozmnožování není předúprava semen nutná, vysévají se do hloubky asi 3 cm, přičemž střídaní denní (35 °C) a noční (20  °C) teploty zvyšuje úspěšnost klíčení. V prvém roce vyroste semenáč do výšky asi 1 m a jeho životnost na osluněném stanovišti bez konkurence jiných rostliny je nejvýše dvanáct let.
Vegetativní množení prostřednictvím stonkových a kořenových řízků je velmi užitečné při rozmnožování preferovaných genotypů, například při potřebě zachování požadovaných vlastností, jako výšky vzrůstu, odolností vůči suchu, množství plodů i obsahu chemických látek, což při množení semeny nelze zajistit.

## Příbuzní
Rod Calotropis zahrnuje celkem tři druhy, jež pocházejí z tropů Starého světa. Nejblíže příbuzný je mohutnější Calotropis gigantea, který má okvětní lístky jednotné, nafialovělé barvy a tyčinky v květech dlouhé až 11 mm, kdežto plchoplod otevřený pouze 5 mm. Třetím druhem je málo známý Calotropis acia rostoucí v severských, pod himálajských oblastech Indického subkontinentu.

## Význam
Plchoplod otevřený bývá ojediněle vysazován pro zabránění eroze písčité půdy, jinak se uměle pěstuje jen zřídkakdy. Využívány bývají většinou rostliny přirozeně vyrostlé. Jakkoliv je rostlina toxická, tradičně se používá v arabské i čínské tradiční medicíně, stejně jako v indické ájurvédě.
Všechny části rostliny jsou jedovaté kvůli přítomnosti kardioaktivních glykosidů, jež mají silný vliv na činnost srdce. Nejvíce jich obsahuje rostlinný latex, ve kterém bývá až 160 mg glykosidů na gram suché hmotnosti. Hlavními kardenolidy latexu jsou calotropagenin, calotropin a uscharin, v listech to jsou calotropagenin a calotropin, v kůře calotropin, procerosid a uscharidin, v perikarpu plodů calactin, coroglaucigenin a uzarigenin, v kořenech calactin a calotoxin a semena obsahují hlavně coroglaucigenin a frugosid. Kromě uvedených glykosidů byly z celé rostliny izolovány další alkaloidy, flavonoidy, kumarin, saponiny, steroly, triterpeny a další. Latex sám obsahuje až 23 % kaučuku. Kalotropin je rychle působící srdeční stimulant a je o němž je známo, že je více než 15 krát jedovatější než strychnin. Tyto nebezpečné látky jsou stejné nebo blízce podobné jedům nalezeným v náprstníku. Extrakty z listů se používají jako syřidlo na srážení mléka při výrobě sýru.
Odvar z nadzemních bylinných částí rostliny se místně používá k léčbě různých onemocnění včetně horečky, bolesti kloubů, svalových křečí a zácpy. Esenciální olej extrahovaný ze semen a listů je vhodný na odstranění obávaného parazita krevničky střevní (Schistosoma mansoni). Rostlinný latex je vhodným biologickým pesticidem a na lidi působí jako analgetikum, anthelmintikum, antikoagulans, antipyretikum, laxativum, paliativum a způsobuje také blokádu hladkého svalstva. V lidovém léčitelství se rostliny dále využívá při léčbě syfilisu, vředů, epilepsie, hysterie, svalových křečí, bradavic, ekzémů, zvracení, lepry, revmatismu, elefantiázy, hadího uštknutí i rakoviny.
Rostlina Calotropis procera se dobře hodí pro využívání v intenzivním energetickém zemědělství v suchých nebo polosuchých oblastech, kde mráz není omezujícím faktorem pěstování. V Jižní Americe a v Karibiku se pěstuje pro výrobu pevných vláken, kdy se velmi tenké nitě spřádají z chmýru semen a hrubší z lýkových vláken z kůry namáčených stonků, někdy se spřádají společně i s bavlnou. Vytvořená vlákna se používají k výrobě pevných tenkých šňůr na rybolov, tětivy k lukům nebo se spojují do motouzů k vázání. Chmýrem ze semen se vycpávají polštáře. Někde se přinášejí čerstvé větve do dřevěných obydlí, aby jejich pach vypudil případné termity. Listy, květy i mladé plody bývají požírány housenkami motýlů rodu danaus (monarchové). Dřevo rostlin je světlé, lehké, křehké, měkké a obvykle se používá jen jako palivo či na stavbu nepevných přístřešků. Utržené květy vydrží velmi dlouho a používají se do vazeb a květinových věnců.